# Shih-tzu
El shih-tzu és una raça de gos summament antiga (les primeres dades trobades sobre aquests daten del segle x aC) originària del Tibet. No hi ha una opinió generalitzada sobre l'origen, però se sol acceptar la hipòtesi que descendeixen dels gossos tibetans Lhasa Apso, amb els quals tenen similitud.
Com els Lhasa Apso, els Shih-tzu són una raça lligada en certa manera amb la religió budista. Els xinesos els criaven i empolainaven perquè semblessin en certa manera lleons.
Fins i tot el nom de la raça, "shih-tzu", significa "gos lleó", cosa que també se sol atribuir al lladruc fort i profund d'aquests animals, i a la seva tendència a bordar als desconeguts i a grunyir davant la mínima provocació.
Eren molt apreciats a la Xina com a gossos guardians.

## Història
Al segle xvii comença la història del shih-tzu. El Dalai Lama, volent curullar de presents l'emperador xinès, li va oferir alguns exemplars d'aquesta raça. Acabant el segle xix, Ts'eu-hi, Emperadriu que era l'àvia de l'últim emperador, era una gran admiradora del shih-tzu i per això en tenia més d'un centenar i també cuidadors especialitzats. Quan el 1908 va morir l'emperadriu, el shih-tzu va patir un cop dur.
Al principi dels anys trenta, es va començar a introduir en cases de notables xinesos, deixant la seva torre d'ivori. I en aquella època va rebre alguns noms: Lhassa lion dog, tibetà poodle, etc. I el 1934 es va fundar el Peking Kennel Club.
El 1937, la invasió de la Xina pels japonesos va ser la raó de la desaparició del shih-tzu a la Xina. Però, per sort, els europeus ja s'havien afeccionat a aquesta raça, que el 1955 es va començar a escampar pels Estats Units.
 
Després de la seva aparició, els shih-tzu van substituir els Lhasa Apso com als gossos favorits de nobles i emperadors. Els viatgers que durant aquella època visitaven el país oriental van portar la moda d'aquests petits i peluts gossos a Europa i, posteriorment, a Amèrica, on van causar una forta impressió. En l'era moderna, la moda dels shih-tzu va desaparèixer gradualment, i després de la revolució comunista la raça de gossos es va considerar extinta a la Xina, encara que ja havia prosperat a Occident.
Tota l'herència genètica dels shih-tzu prové de set parelles de gossos, un dels quals pequinès, que gràcies a l'esforç de diversos historiadors s'han pogut identificar.

## Característiques
Al llarg del seu creixement tendeixen a tornar-se més afectuosos, en especial amb els nens, i físicament no són de gaire alçada i tenen el pèl bastant llarg el qual pot ser de diversos colors i és generalment llis encara que pot tenir una mica d'ondulació. Té potes curtes. Són gossos relativament petits. Aquest gos tendeix a ser tendre però també és rude amb les persones que no coneix, per tant és un bon defensor.

## Cura
Els shih-tzu cal cuidar-los amb temps i paciència. La cura del pèl és el que més temps requereix, ja que s'ha de raspallar i rentar-lo sovint. Però com més freqüentment se'l raspalli i se li desenredi el cabell, menys temps caldrà dedicar-hi a cada sessió. És millor raspallar amb un raspall de cerres de porc senglar, ja que s'ha de fer amb l'instrumental adequat, i després acabar la tasca amb una pinta de pues amples. Els gossos que surten al carrer menys sovint cal banyar-los un cop al mes i els gossos que ixen bastant, un cop cada deu dies, utilitzant xampú líquid suau tant per als uns com per als altres. A més, abans de ficar-lo a la banyera li cal desembolicar els cabells per a evitar que hi hagi més nusos, i que els nusos que ja hi ha es desfacin més amb l'aigua. També cal pentinar-lo en sortir de la banyera, i assecar-lo amb cura. Cal tenir cura del seu pentinat, però recordant que és un gos, no una joguina. 

## Alimentació
Cal anar amb compte, també, amb l'alimentació: són gossos d'estómac delicat, normalment no accepten bé una altra cosa que no sigui aliment sec.

## Descripció
El cap d'aquests gossos és gros i rodó, i els ulls, de color negre (rares vegades marró o fins i tot blau) sempre són enormes, per la qual cosa cal prestar una atenció especial si es volen evitar problemes de salut. El pèl és llarg i molt dens, però mai arrissat (es permet una mica d'ondulació), i pot ser de tots els colors, encara que és més normal que el front i l'extrem de la cua siguin blancs. Les orelles són grosses i pengen, i tenen tant de pèl que semblen formar un tot amb els cabells del coll. El musell és curt i camús, la qual cosa de vegades els produeix problemes de respiració, per exemple, és bastant habitual que ronqui sonorament. La durada mitjana de vida d'aquest gos és de catorze anys, però, un shih-tzu que hagi estat ben atès i no hagi tingut grans problemes de salut pot arribar a viure prop de vint anys: es tracta d'una de les races canines més longeves conegudes.
Els seus colors poden ser blanc, daurat, negre, 'liver' (marró fosc), plata, vermell, o 'brindle' (tigrat lleuger).

## Salut
Com totes les races pures de gossos els shih-tzus són més propensos a determinades malalties genètiques, d'altres són degudes a la seva conformació física pel cas d'aquesta raça les malalties més comunes que són més habituals en ella que en la mitjana dels gossos es llisten a continuació.
- Malalties coronàries, són diverses, principalment hereditàries. L'augment de la prevalença d'aquestes ha vingut a causa de l'augment de la demanada de gossos d'aquesta raça, que són criats sense control de forma industrial.
- Problemes causats pel pelatge, si no té les cures necessàries solen ser habituals els paràsits i altres problemes cutanis. A més cal tallar-lo de forma correcta per evitar problemes de visió.
- Síndrome braquicefàlic ocular, el crani curt amb els ulls prominents provoca en l'animal greus problemes oculars junt amb dolor i irritació continus.
- Síndrome braquicefàlic d'obstrucció de vies respiratòries, problemes respiratoris causats pel cap massa petit, el musell massa curt i les fosses nasals pinçades.
- Dentició, la boca curta provoca que les dents estiguen massa juntes, el que afecta tant a la salut d'aquestes com ha possibles infeccions a la resta de la boca.
- Etologia, les seues potes curtes, una cua arrissada i orelles immòbils, li provoquen dificultats per comunicar-se amb altres gossos.